# (33830) 2000 EC93
2000 EC93 (asteroide 33830) é um asteroide da cintura principal. Possui uma excentricidade de 0.09023670 e uma inclinação de 23.76362º.
Este asteroide foi descoberto no dia 9 de março de 2000 por LINEAR em Socorro.